# 杉作J太郎
杉作 J太郎（すぎさく じぇいたろう、本名：杉恭介、1961年〈昭和36年〉9月26日 - ）は、日本の漫画家・俳優・タレント・ミュージシャン・ライター・映画監督。狼の墓場プロダクション代表。

## 略歴
愛媛県伊予市生まれ、松山市出身。愛光中学校中退、駒澤大学卒業。駒澤大学在学中、芸人を目指して友人の正狩炎（まさかり ほのお）とお笑いコンビ「コントB級ステークス」を組み『笑ってる場合ですよ!』の「お笑い君こそスターだ!」に出場したが、2日目の本番前、ビートたけしに楽屋で「がんばれよ」と声をかけられたことで、舞い上がった相方がセリフを全部忘れてしまい、0点で落選。芸人への道を諦める。
1982年、自販機本『ガール・ハンター』で漫画家デビューし、「ガロ」などで活動。敬愛する映画監督・深作欣二と、飯島洋一主演のピンク映画「人妻・OL・女子学生 狙って襲う」での役名・獣太郎より取った「杉作獣太郎」名義を使っていた。「ガロ」1986年6月号より、現在の、「杉作 J太郎」に名義を改めた。画風はいわゆるヘタウマ。一時期、「平凡パンチ」の編集にも携わっていた。
放送作家の堀雅人の企画により、「L.L. COOL J太郎」（アメリカのラッパー、LL Cool Jのもじり）名義でラッパー・デビュー。ミニアルバムを1枚リリースしたが、2006年11月に「L.L. COOL J太郎」としての活動を引退すると発表した。
架空の女性と性交を行うエアギターならぬ「エアセックス」の提唱者でもある。
プロレスの解説者としても知られ、冬木弘道が指揮していた頃のFMW（後はWEW）のストーリー構成に携わっていたことがある。
広島カープの大ファン。
14歳の春に恐喝に遭ってから東映ヤクザ映画の大ファンになったという。『仁義なき戦い 浪漫アルバム』（1998年、徳間書店）や『ボンクラ映画魂』(洋泉社)、『東映ピンキー・バイオレンス浪漫アルバム』共著（1999年、徳間書店）などの関係著作を持っている。2005年に、米国のPanik House社がリリースした、池玲子、杉本美樹、大信田礼子主演の、ピンキー・バイオレンス4作品DVDボックスセット"The Pinky Violence Collection"のブックレットには、『東映ピンキー・バイオレンス浪漫アルバム』からの引用が多くあり、Special Thanks の名前の中には、クエンティン・タランティーノらと共に J-Taro Sugisaku、Takeshi Uechi （共著者の植地毅）の名前があるが、杉作本人は、このDVDのことも、名前が掲載されていることも、知らなかったようだ。
大のモーニング娘。、ことに加護亜依・後藤真希ファン。近年はAKB48も応援しており、その中でも高城亜樹を熱烈に推している。
また、『新世紀エヴァンゲリオン』ファン。同作品の劇場版からファンになり、それ以降は自身の描く女性キャラクターの髪型が、その作品に出ている綾波レイのものと同じということがよく見受けられる。近年ではエヴァ以外のアニメも好んで見るようになり、『蒼穹のファフナー』『機動戦士ガンダムSEED』『機動戦士ガンダムSEED DESTINY』『機動戦士ガンダム00』などの話題が語られることがある。
1993年、つげ義春ワールド ゲンセンカン主人（1993年）最終話『池袋百点会』で映画に初出演。三流業界誌の編集者「三流さん」を演じる。撮影初日に、"朝6時集合"と聞いていたので5時45分に到着していたが、まだ早いと思い煙草などを吸って5分前に行くと、皆がオロオロしており「早く早く!」と言われ、自分が一番遅かったことに気付く。そこで佐野史郎から、映画の世界では6時集合とは、6時スタートの意味だと教えられ、これは恐ろしい世界だと痛感したという。 
2003年には映画制作プロダクションである、男の墓場プロダクションを立ち上げる。2005年から、自身の初監督・初脚本映画作品の制作を開始。2006年、その作品は『任侠秘録 人間狩り』、『怪奇!!幽霊スナック殴り込み!』の二本立てとして公開された。
2007年、3作目の監督作品で、Vシネマとして企画された、横山まさみち原作『やる気まんまん』の実写映画が公開された。
2008年、映画『チョコレート・デリンジャー』の製作を開始。
2011年3月1日、愛媛県松山市に男の墓場プロダクションのアニメスタジオを開設。初期の大きな目的は『チョコレート・デリンジャー』のアニメパート制作。
2017年、松山市の映画館シネマルナティックで内藤誠、飯島洋一、八名信夫各氏をゲストに迎え『センチメンタルコリーダ映画祭』を主催。
2018年、『センチメンタルコリーダ映画祭』を改題、『どっきり文化祭』を同じくシネマルナティックで主催。飯島洋一、内田名人、なっちゃん各氏をゲストに迎える。東映映画のオールナイト企画が大好評。
2019年現在、故郷愛媛の南海放送にて『痛快!杉作J太郎のどっきりナイト7 』（南海放送ラジオ2019年4月〜（月/21:30～,火水木金/19:00～, 土/21:00～, 日/21:00～））のメインパーソナリティ、もぎたてテレビ（南海放送テレビ・毎週日曜日昼・2019年4月 - ）のレギュラー出演者を務めている。
2020年、「男の墓場プロダクション」を「狼の墓場プロダクション」に改名。

## 作品

### 著書

#### 単著
- ヘイ！ワイルドターキーメン（けいせい出版 1987年3月）
- 卒業 さらば、ワイルドターキーメン（青林堂、1987年3月、のちに『L.L.COOL J太郎―帰ってきたワイルドターキーメン』と改題）
- ボンクラ映画魂 三角マークの男優たち（洋泉社、1996年7月）
  - ボンクラ映画魂 完全版 燃える男優列伝（2016年2月25日、徳間書店）[7]
- ヤボテンとマシュマロ（メディアワークス, 1999年4月）
- 男の花道（2005年11月 筑摩書房 ISBN 4480420983） - 「ヤボテンとマシュマロ」の再構成に加え、雑誌「サイゾー」での連載と「東スポ伝説」（ピンポイント発行・扶桑社発売）に寄稿した作品を加えたオリジナル編集。
- よりみちパン!セ ＜第5期＞ 恋と股間（理論社, 2008.10 のちイースト・プレスから再刊）
- 応答せよ巨大ロボット、ジェノバ（扶桑社、2010年12月　- 小説。2008年 - 2009年にかけてen-taxi誌上にて連載。）
- 杉作J太郎が考えたこと（青林工藝舎、2011年5月）
- 杉作J太郎詩集（よるひるプロ、2021年12月）

#### 編著・共著
- 仁義なき戦い浪漫アルバム（杉作J太郎・植地毅編著、徳間書店、1998年5月）
- 東映ピンキー・バイオレンス浪漫アルバム（杉作J太郎・植地毅編著、徳間書店、1999年6月）
- トラック野郎 浪漫アルバム（杉作J太郎・植地毅編著、徳間書店、2014年4月）
- Jさん&豪さんの世相を斬る!@ロフトプラスワン[青春愛欲編]（杉作J太郎・吉田豪、ロフトブックス、2014年12月）
- 宇宙刑事ダイナミックガイドブック（徳間書店〈ハイパームック〉、2015年1月）
- 東映スピード・アクション浪漫アルバム（杉作J太郎・植地毅編著、徳間書店、2015年9月）
- Jさん&豪さんの世相を斬る! @ロフトプラスワン[残侠風雲編]（杉作J太郎・吉田豪、ロフトブックス、2016年3月）
- 不良番長浪漫アルバム（杉作J太郎・植地毅編著、徳間書店、2017年3月）
- 東映実録バイオレンス 浪漫アルバム（杉作J太郎・植地毅編著、徳間書店、2018年4月）

### 監督作品
- 任侠秘録 人間狩り（2006年）
- 怪奇!!幽霊スナック殴り込み!（2006年）
- やる気まんまん（2007年）
- チョコレート・デリンジャー（2017年、原作:吾妻ひでお）

### 音楽作品

#### CD
- 「レッスル・ディスコ・フィーバー」（Beat Craft） - 1999年06月16日発売、レーベル：EMIミュージック・ジャパン、規格品番：TOCT-24154

　※ジャケット写真とライナーノーツ内の振り付け写真
- 1st「プッチRadio」(L.L. COOL J太郎名義として) - 2003年4月25日発売、レーベル：Pヴァイン、規格品番：PCD-4268

1. すべてまぼろし feat：ダースレイダー
2. J. Said Knock You Out
3. ロバート・デ・ニーロになれなかったよ feat：宇多丸
4. Radio feat：シーモネーター&ダースレイダー
5. I NEED LOVE feat：シーモネーター&ダースレイダー

- チャリティEP 「LESSON SEX E.P. / V.A.」(L.L. COOL J太郎名義で参加) - 2007年1月発売、レーベル：PUNCH RECORDS

1. Lesson Sex / PAM feat. L.L. COOL J太郎
2. Stroll Of Negligee / HALFBY feat. L.L. COOL J太郎
3. Lesson Sex (No-Cut-Accapella)

## 出演

### テレビ・ラジオ
- タモリ倶楽部（テレビ朝日）
  - 一時期、低周波治療器を体に当てたときのリアクションが面白かったため番組内で弄られた時期があった。
- やりにげコージー（テレビ東京）
- トゥナイト2（テレビ朝日。終了） - 同番組出演者の北野誠との共演が多かった。
- BSマンガ夜話（NHK BS2）- 「哭きの竜」（2000年8月1日）および「ホモホモ7」（2000年11月1日）の回にゲスト出演。
- 魁！映画塾（USEN）
- 「夢ヶ丘レジデンス（ユメレジ）」（MUSIC ON! TV木曜アシスタント、〈木曜MC塚本高史の双子の兄役〉2006年7月〜）
- 蛙男商会のホラーナイト（2007年、MBS） - 白瀬
- みうらじゅんの「サブカルジェッター」〜2番目がいいんじゃない（2008年3月8日、TBSラジオ）
- えいせい魂・シーズン2「杉作J太郎の妄想恋愛〜俺を通り過ぎた女たち〜」 (2008年7月-、BSジャパン)
- JGO（2010年-、DOMMUNE）　- 吉田豪との不定期レギュラー番組
- ザ・逃亡者（2011年、NHK教育テレビジョン） - 長田
- 水道橋博士の80年代伝説（歌謡ポップスチャンネル）
- アグレッシブですけど、何か?（2014年3月14日、広島ホームテレビ）「アグレッシブ人生学部〜中年うつ学〜」
- MOTTO!! 痛快！杉作J太郎のどっきりナイトナイトナイト（RNB 南海放送、2017年10月7日 - 2019年3月末, 毎週土曜日21:00 - 23:00）
- 痛快!杉作J太郎のどっきりナイト7（南海放送ラジオ2019年4月〜〈月/21:30～,火水木金/19:00～, 土/21:00～, 日/21:00～〉）
- 中四国ライブネット（南海放送）
  - 「春うらら運転手はＪ太郎！」（2018年3月18日）
  - 「アニメは世代を超えるのか？杉作J太郎×井上音生～アニメまつり～」（2018年9月23日）
- もぎたてテレビ（南海放送テレビ、2019年4月 - 毎週日曜昼）[5]

### テレビドラマ
- 忍風戦隊ハリケンジャー（2002年、テレビ朝日） - 八木プロデューサー
- 西村京太郎サスペンス　十津川警部シリーズ24 伊豆の海に消えた女（2002年、TBS）[8]
  - 自身も大ファンであり、2015年出版「東映スピード・アクション浪漫アルバム」で杉作がインタビューした渡瀬恒彦と現場で一緒になった作品（出番は一緒でなかった）。下田の突堤で撮影していた渡瀬を端から見ていて近づきたかったが、数々の噂を耳にしていた杉作は近寄れなかった。後年インタビューでお会いしたら、印象が違って「やる気がない兄貴」という感じだったという。杉作いわく安田猛のパームボールみたいな渡瀬も随分観たとのこと[9]。
- ドラマDモード「君を見上げて」（2002年、NHK）[10]
- 女難記者・浦上伸介 
特ダネ事件ファイル 長崎異人館の死線！（2002年、テレビ東京）[11]
- 警部補 佃次郎15 結婚しない女（2002年、日本テレビ）[12]
- OL銭道（2003年、テレビ朝日）[13]
- 女神の恋（2003年、NHK）[14]
- 昨日の友は今日の敵?(2004年、NHK）[15]
- 西村京太郎サスペンス　十津川警部シリーズ31 四国連絡特急殺人事件（2004年、TBS）[16]
- 劇団演技者第5回公演作「激情」（2004年、フジテレビ）[17]
- 30minutes（2004年、テレビ東京）[18]
- 30MINUITES鬼（2005年、テレビ東京）[19]
- 2ndハウス（2006年、テレビ東京）[20]
- 古代少女ドグちゃん（2009年、MBS）
- 侵略!ガルパンダZ（2016年、TOKYO MX、サンテレビ） - 瀬久田晴郎
- 赤シャツの逆襲（2017年11月24日、南海放送） - 三谷デスク

### 映画・ビデオ
- つげ義春ワールド ゲンセンカン主人（1993年） - 三流さん
- 悶絶!!お仕置きハイヒール（1995年、ビデオムービー 監督：児玉高志）
- 無頼平野（1995年、監督：石井輝男） - 杉村
- ねじ式（1998年） - 村の飲み客
- 殺人無頼帖（2000年、監督：ダーティ工藤）
- 実録・広島やくざ戦争（2000年） - クラブの客
- ゴジラ×メカゴジラ（2002年） - 自転車の避難民[1]
- スペースポリス（2004年、監督：渡辺一志） - ハンバーガーにされてしまう男
- 代々木ブルース（2006年、監督：廣田正興）
- 東陽片岡のルサンチマン（2007年、監督：ダーティ工藤）
- 盆栽少女（2008年） - パラダイス山元初監督作品に「本屋の店主」役で出演。2008年4月19日 - 4月25日 神保町花月、渋谷ヨシモト∞ホール、ルミネtheよしもと他で公開。
- ララピポ（2009年）
- 美代子阿佐ヶ谷気分（2009年） - 駄菓子屋のおやじ
- 裁判長!ここは懲役4年でどうすか（2010年、ゼアリズエンタープライズ） - 暴力団組長
- モテキ（2011年、東宝、監督：大根仁）
- 明日泣く（2011年11月19日公開）
- ゾンビデオ（2012年12月29日公開、監督：村上賢司）
- ロマンス（2015年8月29日公開、東京テアトル、監督：タナダユキ） - ロマンスカーの乗客 ※カメオ出演[21]
- 酒中日記 (2015年)
- PLAN6 CHANNEL9 (2016年公開、監督：島田角栄）
- ヴィヴィアン武装ジェット（2017年公開、監督：島田角栄） - 平田刑事
- ソローキンの見た桜（2019年公開）- TVカメラマン

### PV出演
- シーモネーター&DJ TAKI-SHIT 『情熱トロピカーナ』（2002年）
- スチャダラパー『ライツカメラアクション』（2008年） - 真木よう子・ARATAと共演
- tricot 『おちゃんせんすぅす』（2013年）
  - この曲は、まずインストゥルメンタル・ヴァージョンのMV『Jus d'Orange』が杉作率いる架空のバンド「Samurai Ninja Sessions」名義で先行公開された[22]。その再生回数が10000回を超えれば、tricotの未公開MV（すなわち『おちゃんせんすぅす』のMV）が公開されるという企画になっていた[23]。こうした経緯から、どちらのMVも同じ場所で撮影されており、『おちゃんせんすぅす』のMVにも杉作が出演している。

## 映画制作
上記の初監督映画は低予算で作られた為友情出演が多く、出演者から杉作の交友をうかがい知ることが出来る。主題歌は、『任侠秘録 人間狩り』はライムスターの『グレイゾーン』、『怪奇!!幽霊スナック殴り込み!』はクレイジーケンバンドの『まっぴらロック』である。クレイジーケンバンドの横山剣と、ライムスターの宇多丸はそれぞれの映画で出演もしている。
また、杉作は映画制作の際、脚本を全員には配布しなかった。主役やセリフの多い出演者には脚本を行き渡らせたが、そこでもコストの削減を目指した。脚本を渡さないことについては石井輝男監督の現場で会得した演出術との証言もある。その為、一部の出演者は現場に行くまでどのような事をするか分からなかったと云う。
2006年11月、『任侠秘録 人間狩り』と『怪奇!!幽霊スナック殴り込み!』がキングレコードよりDVD発売された。それに関する宣伝をする際、杉作は必ず「エヴァンゲリオンと後藤真希でおなじみのキングレコードから発売中」と紹介する。